# Civilizáció

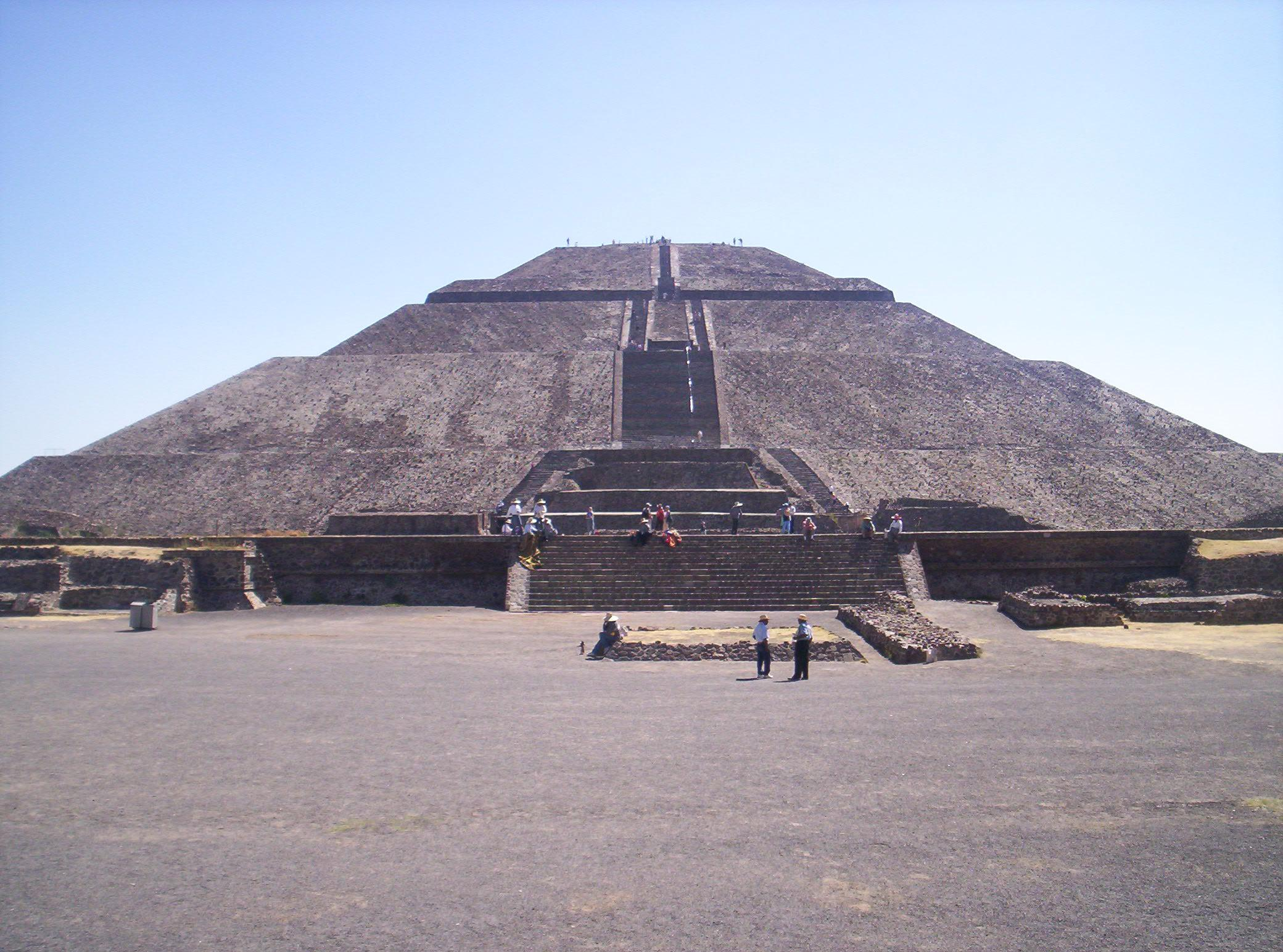
A Hold-piramis Teotihuacan városában, Mexikóban. Ekkora méretű építmény csak a civilizációkra jellemző társadalmi szervezettséggel készülhet

A civilizáció a (mindenkori) társadalomfejlődés, illetve az anyagi műveltség legmagasabb foka, melyben a társadalmi-gazdasági alakulat, igényeinek megfelelően, szelektíven és módosítva magába olvasztja a korábbi korok eredményeit, tökéletesíti és továbbfejleszti őket. Ebben a tekintetben a civilizáció sokszor a társadalom szinonimájaként is használatos. A szó eredete a latin civilis / civitas, azaz város szóból ered, mely a 16. századi francia nyelvben érte el jelenlegi formáját ("civilisation").
A civilizáció fogalma Rotterdami Erasmus egyik írásában tűnik föl az 1530-ban megjelent De civilitate morum puerilium -ban. Az általa bevezetett fogalom jelentését legárnyaltabban a „viselkedésbeli jólneveltséggel” lehetne definiálni.
Tágabb értelemben társadalmi, gazdasági, szellemi művelődést, műveltséget jelent. Más vonatkozásban – szembeállítva a szellemi kultúrával – egy társadalom anyagi kultúráját, eszközeit és technikáját értik alatta. A 19. század végén a magyar közgondolkodás például a polgárosodás folyamatát jelölte a civilizáció fogalmával. Napjainkban a viszonylag magas szintű kulturális, ipari-technológiai fejlettséget, a városi kényelmet is jelenti.
1. Technikai értelemben a civilizáció olyan összetett társadalmat jelöl, ahol az emberek városokban élnek és az élelem mezőgazdaságból származik megkülönböztetve őket a törzsi társadalmaktól, ahol az emberek kis településeken vagy nomád csoportokban éltek megélhetésüket gyűjtögetésből, vadászatból vagy kertművelésből biztosítva. Ebben a megközelítésben a civilizáció adott emberek csoportjára használt kizárólagos fogalom.
2. Szélesebb értelmezésben a civilizáció bármely társadalomra vonatkoztatható, amely komplex és városlakó vagy egyszerű és törzsi. Ez a definíció kevésbé kizárólagos és etnocentrikus, mint az előző. Ebben a megközelítésben a civilizáció a kultúra közeli szinonimája.
3. A civilizáció jelentheti a teljes emberi társadalmat, amennyiben hétköznapi formában a feltáratlan vadonnal vagy a kietlen pusztasággal állítjuk szembe. Ebben a megközelítésben a kifejezés a jelenlegi globális civilizációra vonatkozik.
4. A civilizáció egyúttal egy viselkedési formát is meghatároz. A „civilizált” magatartás szemben áll a „barbár” vagy a durva viselkedéssel. Ebben a megközelítésben a civilizáció kifinomultságot jelöl.
5. A civilizáció egy másik használata a szó első és negyedik jelentésének kombinációjából áll elő arra utalva, hogy az összetett társadalmak természetből fakadóan felette állnak a kevésbé összetett társadalmaknak.
Ez a szócikk a civilizációt az első értelmezésben dolgozza fel.

## Mi alkotja a civilizációt?
A technikai értelmezés szerint a civilizáció az egyszerűbb társadalmakkal szemben összetett társadalom. Mindenki társadalomban vagy kultúrában él, de nem mindenki él civilizációban. A civilizáció az alábbiak jellemzőkből tevődik össze:
- Új technológiák, például a fazekasság vagy a fémművesség kialakulása.
- Művészetek, az írás kifejlődése.
- Összetett társadalmi intézmények létrejötte, szervezett vallás és oktatás, szemben más társadalmak kevésbé kialakult hagyományaival.
- Fejlett mezőgazdasági technikák, a földművelésben állati erő alkalmazása, váltott betakarítás, öntözés. Ez lehetővé tette a földművelőknek, hogy több élelmet termeljenek annál, mint amit feléltek.
- A népességnek az a része, amely nem az élelemszerzésnek szenteli ideje nagy részét más foglalatosság után néz, kialakul a kereskedelem, a munkaerő specializálódik. Ezt a fent leírt többlettermelés teszi lehetővé.
- A gazdasági változások összetett formáinak kifejlődése, a kereskedelem kiszélesedése, pénzhasználat és piacok létrejötte.
- A birtokolt javak nagyobb arányú felhalmozódása, mint az egyszerűbb társadalomban.
- Városok kialakulása.
- Társadalmi hierarchia kialakulása. Ez lehet nemzetségi forma, ahol a népet az egyik elöljáró család vagy klán feje, a törzsfő irányítja, vagy állam alapú társadalom, amelyben az uralkodó osztályt kormány vagy hivatalnokok támogatják. A politikai hatalom a városokban összpontosul.
- Az élelem intézményes birtoklási joga az uralkodó osztály kezébe kerül.

Ezek alapján néhány társadalom, mint például Kína felvilágosult civilizációnak minősül, míg mások, mint például a busmanok nyilván nem. A megkülönböztetés ugyanakkor nem mindig tiszta. Például Észak-Amerika északnyugati részén a halászat bősége lehetővé tette az élelem felhalmozását bármilyen mezőgazdasági tevékenység nélkül is. Az emberek településeket alapítottak, társadalmi hierarchiába szerveződtek, anyagi jólétet teremtettek, fejlett képzőművészetet hoztak létre (a legismertebbek a totemszobrok) mindezt különösebb mezőgazdasági tevékenység nélkül. Ugyanakkor a pueblo indián kultúra Észak-Amerika délnyugati részén fejlett mezőgazdaságot, öntözést és közösségi településeket teremtett (mint például Taos), s mindeközben a pueblo indiánok soha nem fejlesztettek egyet sem a más társadalmakra jellemző összetett intézmények közül. Napjainkban a törzsi civilizációk nagy része már államokban él. A politikai struktúra az életük fölé helyezkedett, úgyhogy ők valahol a törzsi és a civilizált világ között foglalnak helyet.

## A civilizáció folyamata
Norbert Elias 1939-ben megjelent és a hatvanas években világsikerré lett munkája hallatlanul gazdag, forrásértékű példaanyagon elemzi (a középkori udvari illemkódexektől 18. századi, szépirodalomban rögzült viselkedésformákig) az európai világszemlélet és magaviselet civilizálódását. Az értekezés szigorú tudományossága cseppet sem akadályozta, hogy a szerző olyan, ízig-vérig köznapi viselkedésformák között tallózzék, mint például a tüsszentés, a köpés, az étkezési vagy hálószobai jó modor stb. Norbert Elias – a példákból és elemzésükből kiindulva – impozáns civilizáció- és társadalomelméletet is felvázol, mely napjainkig is a viták kereszttüzében áll.
A civilizáció folyamatát Freud interpretációjaként is lehet olvasni, hiszen kifejezetten freudi gondolat a civilizációt gátlásmechanizmusok kiépülésének látni. Elias azonban a freudi elméletnek inkább kritikusa, mintsem illusztrátora, ugyanis nem állítja szembe a társadalmiságot a viselkedések természeti meghatározottságával. Azt vizsgálja, miként alakulnak át a már meglévő társadalmi magatartáskódok, és miként eredményezi a magatartás átalakulása az egész személyiségstruktúra átalakulását: hogyan helyettesíti lépésről lépésre az egyénre nehezedő külső kényszert az önkényszerítés. És arra is rámutat, hogy mindez nem csak feltétele, de eredménye is a modern, erőszak-monopóliumon alapuló állam létrejöttének.

## Korai civilizációk
A legkorábbi ismert civilizáció a sumereké, akik nagyvárosi társadalmat alkottak az i. e. 4. évezred közepén. Ugyanakkor folyamatban lévő régészeti feltárások tovább alakíthatják ezt a feltételezést.
Ugyancsak feltárások zajlanak az ősi Japán területén, ahol a világon a legkorábbi ismert fazekasság alakult ki az i. e. 10. évezredben. A fazekas kézművesség a cserép törékenysége okán letelepedett életformát kívánt, mert a cserépedények használhatatlanok voltak azok számára, akik a vadászat és a gyűjtögetés miatt állandó mozgásban voltak. Ennél fogva az akkori Jomon kultúra tagjai lehettek az elsők, akik letelepedett vagy félig letelepedett formában éltek. Először barlangokban, majd később földbe ásott árkokban illetve abból kiemelkedő házakban laktak gazdag háztartási hulladékot hagyva az antropológusok számára. Jól képzett vadászok és halászok voltak, kőeszközöket, csapdákat, íjakat is használtak, de egyúttal már kezdetleges földművelést folytattak. A feltételezések szerint ez mintegy 2 ezer évvel előzi meg a neolitikus kultúra közel-keleti felbukkanását.
A folyamatos ásatások és feltárások arra utalnak, hogy az i. e. 6. évezredben komolyabb állattenyésztés és építkezés folyt az ókori Egyiptomban, ami igencsak korai közösségi tevékenységet feltételez. Az egyiptomiak az i. e. 4. évezred elején feltalálták a kőművességet, az évezred közepén már kerámiát gyártottak, az i. e. 3. évezred eleje körül pedig orvosi eszközöket használtak a gyógyításhoz és fölépítették az emberiség első komoly mérnöki tervezést igénylő kőépületeit, a piramisokat.

## A civilizáció mint kulturális identitás
A "civilizáció" egy összetett társadalomban nem csak a társadalmat magát, hanem egyszersmind annak kultúráját is jellemzi. Minden társadalom eszmék, szokások és művészetek egyedi halmazával, sajátos kultúrával rendelkezik, akár civilizáció, akár nem. A civilizáció szövevényes kultúrát jelöl, írást, művészetet, építészetet, szervezett vallást és összetett szokásokat. A szövevényes kultúra jellegzetessége, hogy hatással van és átterjed más kultúrákra, egyes esetekben asszimilálja őket a civilizációba (klasszikus példa erre az Indiai civilizáció és hatása Kínára, Sangdura, Koreára, Japánra, Tibetre, Délkelet-Ázsiára, és így tovább).
Több virágzó civilizáció is széles kulturális hatáskörrel bír számos népet és régiót lefedve. Egyes történészek erre a kiterjedt kulturális hatásra koncentrálva a civilizációkat önálló egységként kezelték. Ezek az elméletek az egyes civilizációkat elsődleges kulturális szimbólumuk köré vonatkoztatták. A civilizációk ezen elméletek alapján nem gazdasági vagy környezeti okok miatt, hanem morális vagy vallási hanyatlás miatt esnek vissza és buknak el.

## A civilizációk, mint összetett rendszerek
Gondolkodók másik csoportja a rendszerelméletet használja, ami a civilizációkat összetett rendszerként vagy városok hálózataként kezeli és egymás közötti gazdasági, politikai, katonai, diplomáciai és kulturális kölcsönhatásuk alapján határozza meg őket.
A városokat ebben az elméletben az emberek kiterjedt hálózatát működtető gazdasági motorként jellemzik. A fejlett nagyvárosokból a javak és szolgáltatások átkerülnek a periférikus városokba, amelyek ezzel gazdasági növekedést érhetnek el és lehetővé válik számukra, hogy saját javaikat továbbadva saját hátországukba újabb és újabb gazdasági hálózatok épüljenek. A gazdasági növekedést ez az elmélet kiterjedt hálózatokkal közelíti meg, nem pedig elszigetelt kultúrájú társadalmi szférákkal.
A hálózatelméletiek a városok között többféle gazdasági, kulturális, és politikai/diplomáciai/katonai kapcsolatot különbözetnek meg, és ezek a viszonyok gyakran eltérő skálán mozognak. Például a tizenkilencedik századig a kereskedelmi hálózatok sokkal kiterjedtebbek voltak a kulturális vagy politikai kapcsolatokénál. Messzire nyúló kereskedelmi útvonalak működtek, mint például a Közép-Ázsián és az Indiai-óceánon átvezető, a Római Birodalmat, Indiát és Kínát összekötő 2000 éve kiépült selyemút, amikor ezek a civilizációk nem ápoltak túl mély politikai, diplomáciai vagy kulturális kapcsolatokat.
Számos tudós vitatja, hogy a globalizáció folytán az egész világ már egy közös "világrendszerbe" tömörült volna. Eltérő civilizációk és társadalmak szerte a Földön rengeteg szempontból függetlenek gazdaságilag, politikailag és kulturálisan is. Vita övezi azt is, hogy mikor is kezdődött ez az integráció és melyik formája (kulturális, technológiai, gazdasági, politikai, vagy katonai-diplomáciai) a kulcstényező egy civilizáció kiterjedését illetően. Egyes elméletek szerint Mezopotámia és az ókori Egyiptom gazdasági és katonai integrációjával kezdődött Kr. e. 1500 körül, mások szerint a keresztes hadjáratok jelentették a globalizáció első lépcsőjét. A legelfogadottabb nézőpont szerint a társadalmi hálózatok az ókori idők óta növekednek és zsugorodnak és a jelenlegi globalizált gazdaság és kultúra a gyarmatosításoknak köszönhető.

## A civilizációk jövője
Samuel P. Huntington politológus szerint a 21. század meghatározó karakterisztikája a civilizációk ütközése lesz. Szerinte a civilizációk közötti konfliktusok elnyomják majd a nemzetállamok közötti konfliktusokat és a 19. és 20. századi ideológiákat.
A világ civilizációja jelenleg abban az állapotban van, ami létrehozta az ipari társadalmat, túlhaladva az azt megelőző mezőgazdasági társadalmat. Néhány jövőkutató úgy gondolja, hogy a civilizáció napjainkban egy másik átalakuláson megy keresztül és azt a világot úgy hívják majd, hogy információs társadalom.

## Civilizáció-kritika
Vallásos aszkéták számtalanszor próbálták megfékezni a civilizáció életükre gyakorolt hatásait a szellemi átlényegülésre koncentrálva. A civilizációtól éveken keresztül elszigetelték magukat, mert azt hitték, hogy az korlátozza őket abban, hogy természetes állapotuk szerint élhessenek. A szerzetesek képviselnek egy olyan aszkéta szemléletet, amely a civilizáció fősodrától valamelyest távol álló életformát próbál kialakítani.
A 18-19. században népszerű „nemes vadember” idea egy szentimentális, romantikus nézet, amely egyfajta kiútkeresés a civilizációtól meghasonult emberek számára a boldogság újra megtalálása felé. Alapja a modern társadalom által érintetlen, romlatlan vadember ideaképe. Az idea szerint az ember eredendően jónak és lelkileg tisztának születik – mentes gyűlölettől, önzéstől és irigységtől – azonban a civilizáció és a modern társadalom megrontja az embereket és ez boldogtalansághoz vezet. E filozófiai nézetet vallók szerint a boldogság újra-megtalálása a civilizáció elvetése által lenne lehetséges.
A 19. századi transzcendentalisták vallották, hogy a civilizáció sekélyes és anyagi, ezért teljesen mezőgazdaság alapú társadalmat akartak létrehozni a városi elnyomástól mentesen. A magyar írók közül Kodolányi János állt közel ehhez a nézethez, aki ez irányú gondolatait a Zárt tárgyalás c. novellájában hozta nyilvánosságra.
Karl Marx elmélete szerint a civilizáció kezdete az elnyomás kezdete is egyben. Amint több élelem készült és a társadalom anyagi javai növekedésnek indultak, a vagyon a hatalommal rendelkezők kezében összpontosult. A törzsek közösségi életében utat nyert az arisztokrácia és hierarchia alakult ki.
A közkeletű nézet szerint amint egyes törzsek elegendő erőforrás- és élelem-felesleget állítottak elő ahhoz, hogy egy hadsereget is ellássanak, az adott civilizációk képessé váltak leigázni a más életformát választó szomszédos kultúrákat. A civilizációk 10000 évvel ezelőtt ezzel a magatartással kezdtek terjeszkedni és a munkát napjainkban fejezik be az Amazonas távoli dzsungeleiben és Új-Guineában. Más, feminista nézetek szerint a civilizáció a férfiak uralma a nők felett. Ezek az elméletek együttesen a modern társadalomtudományokban konfliktuselméletekként ismertek.
Számos környezetvédő amiatt kritizálja a civilizációt, mert kizsákmányolja a környezetet. Az intenzív mezőgazdaság és a városi terjeszkedés a civilizációkat az élőlények és az élőhelyek eltiprása felé tereli. Ezt gyakran leigázó kultúrának is nevezik. A nézet támogatói szerint a hagyományos társadalmak nagyobb harmóniában éltek a természettel, mint a civilizációk, az emberek inkább együttműködtek a természettel, semmint leigázták volna. A fenntartható fejlődés mozgalom képviseli azok törekvését, akik szerint vissza kell nyerni a harmóniát a természettel.

## Civilizációk az emberi történelemben

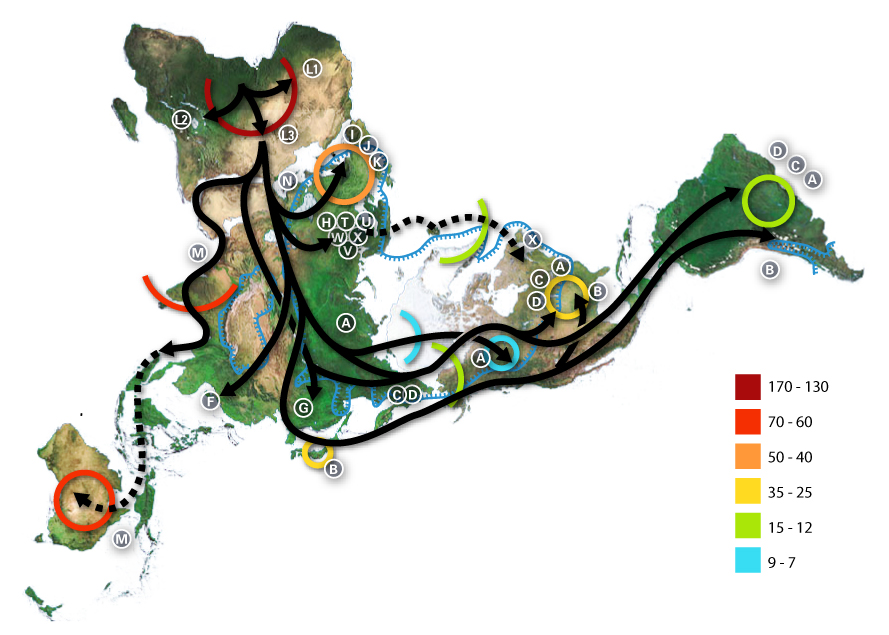
A történelem hajnalán az emberek szétáradtak a Föld bolygón és civilizációkat hoztak létre. Vándorlásuk világtérképe a mitokondriális populációgenetika szerint (a számok évezredek a mához képest, középen az Északi-sark)

A civilizációkat számos módon megkülönböztethetjük egymástól, és az elkülönülő civilizációk száma, élettartama és mérete is vitákra ad okot. Az azonosításnál történészek hangsúlyozhatják a kulturális elkülönülést vagy a gazdasági, politikai és diplomáciai fejlettségi szintet. Az alábbi lista azokat a civilizációkat sorolja fel, amiket a történészek általában azonosítanak. Sok kultúra más kultúrák részegységeivel való fúziója során bontakozott ki, tehát éles szakaszhatárt civilizációk között kulturális alapon igencsak bonyolult felismerni, ami egyébként is rengeteg értelmezési lehetőséget teremt. Civilizációk összeadódhatnak vagy szétválhatnak.
A legtöbb civilizáció városokat foglal magában, speciális foglalkozásokat, politikai sajátosságokat, amelyek túlnőnek egy város határain, kiterjedt kereskedelmi hálózatot, saját nyelvet, de nem mindegyik civilizáció rendelkezik ezekkel a kritériumokkal, és vannak olyanok, amelyek rendelkeznek, de nincsenek itt felsorolva.
A legtöbb civilizáció már nem létezik, némelyik eltűnt, embereik kihaltak vagy visszatértek a városiasodás előtt megismert élethez, mások más országgal történt konfliktusok során eltűntek vagy beolvadtak más civilizációkba. Az, hogy jelenleg hány civilizáció létezik, szintén vita tárgya.
- Mezopotámiai civilizáció: a sumér városállamokkal indult Kr. e. 3500 környékén. Többek között arról ismert, hogy feltalálták az ékírást. A civilizáció egyes elemei átkerültek a leigázott államokba, mint Akkád, Elám, Mitanni, Asszíria, Babilónia. Kr. e. 600 évvel a mezopotámiai területeket leigázták a rómaiak és a perzsák.
  - Levantei/nyugati sémi civilizáció: városias északnyugat-sémi földközi-tengeri kultúra, amelynek részei Ugarit, Szíria, Fönícia, Kánaán, Izrael, Sába, Dél-Arábia (Jemen). Feltalálták az ábécét, az írást.
  - Hettita civilizáció: az anatóliai civilizációk egyik eleme (társadalmi fejlettségi szintje). A hettiták városiasodott népcsoport volt Anatóliában a Kr. e. harmadik évezredtől körülbelül Kr. e. 600-ig. Kultúrájuk átvett elemeket a mezopotámiai (ékírás), az indoeurópai és az ősi hatti kultúrából.
  - Perzsa civilizáció: Kr. e. 1000 körül, az iráni síkságon fejlődött ki. Magában foglalja Média, Baktria és Szogdia államokat. A kultúra mezopotámiai és indoeurópai elemeket vett át. Irán uralta Nyugat- és Közép-Ázsia nagy részét kb. Kr. e. 600-tól az iszlám hódításig (Kr. u. 636).
- Egyiptomi civilizáció: a legtovább fennállt civilizáció. A Nílus völgyében fejlődött ki a Kr. e. 4. évezredben és lényegében a Kr. u. 641-es arab hódításig fennállt.
- Indiai civilizáció: két különálló társadalomból állt. Az Indus-völgyi és a védikus civilizáció közötti folytonosság foka állandó vita tárgya, az is lehet, hogy teljesen különálló civilizációk voltak.
  - Indus-völgyi civilizáció: Kr. e. 2800 körül bukkant fel. Nagy városai, mint Mohendzso-Dáró vagy Harappá a várostervezés első ismert jeleit mutatják. Máig megfejtetlen szótagírással rendelkeztek.
  - Védikus civilizáció: az Indus és a Gangesz völgyeiben Kr. e. 1500 környékén fejlődött ki kezdetben köztársaságok és királyságok formájában. Itt épültek a fejlett Maurja és Gupta birodalmak, kialakult a hinduizmus, a dzsainizmus és a buddhizmus.
- Minoszi és mükénéi civilizációk: Kr. e. 2000 táján az Égei-tenger körül és annak szigetein jelentek meg. A minószi írás megfejtetlen maradt. A mükénéi civilizáció a minoszi civilizáció összeomlása után fejlődött ki és Kr. e. 1100 körül ért véget.
- Kínai civilizáció: Észak-Kínában a Kr. e. 2. évezredben épült ki, utána terjedt át Kína többi részére, Koreára és Japánra. Ősi filozófiai rendszerek és vallások alakultak ki, mint a konfucianizmus és a taoizmus.
  - Japán civilizáció: kezdetben az ősi sinto és a kínai kultúra elemeiből fejlődött ki, ami Koreán keresztül érkezett.
- Görög-római civilizáció: az Égei-tenger környékén a görög sötét kor után indult fejlődésnek Kr. e. 1000 körül. A Földközi-tenger és a Fekete-tenger partvidékein kialakuló görög települések és Nagy Sándor perzsiai hódításai a Kr. e. 4. században terjesztették el a görög civilizációt a Földközi-tenger körül. A Római Birodalom a 4, század környékén vette fel a kereszténységet. A Nyugatrómai Birodalom Kr. u. 476-ban omlott össze a Földközi-tenger nyugati részén.
  - Nyugati civilizáció: a Római Birodalom keresztény, latin nyelvű részéről induló és Nyugat- valamint Közép-Európa nagy részére kiterjedő civilizáció. Általában Európa katolikus és protestáns népeire értik, valamint a később benépesített területekre, Észak-Amerikára, Latin-Amerikára és Ausztráliára. Ez a civilizáció fejlesztette ki először az ipari társadalmat.
  - Bizánci civilizáció: a Római birodalom görögajkú részén a nyugat bukása után görög és keresztény elemek valamint a környező népek kultúráinak egyesítéséből fejlődött ki. Történészek a bizánci civilizáció eltérését a nyugatitól a cezaropapizmus intézményében látják a legerősebben, amely összevonja a vallási és a világi hatalmat. A bizánci kultúra elterjedt a keleti szlávok, Oroszország népei körében. Bizáncot a török seregek 1453-ban meghódították.
- Délkelet-ázsiai civilizáció: Délkelet-Ázsia és Indonézia, a Mon nép, a Khmer birodalom, Champa állam, Thaiföld, Burma, Srivijaya császárság és a Majapahit birodalom városiasodott kultúráiból állt össze az első évezredben. A Délkelet-Ázsiai civilizáció Indiából a hinduizmust és a buddhizmust fogadta be, kulturális befolyással volt rá Kína, majd később az iszlám.
- Mezoamerikai civilizáció: az első olmék városokkal bukkant fel a Mexikói-öbölben a Kr. e. első évezredben. Később két központban fejlődött: a Mexikói-völgyben, Teotihuacán városban, a toltékok és az aztékok otthonában, valamint a maja civilizáció Guatemalában és Yucatánban. A 16. században a spanyolok igázták le.
- Andoki civilizáció: Kr. e. második évezredben fejlődtek ki az Andok középső részén és Dél-Amerika csendes-óceáni partvidékének közepén. Bár a radiokarbon kormeghatározás a legrégebbi tárgyi leletet Kr. e. 9750 körülire teszi, az biztos, hogy gazdasági többlettermelés alakult ki Kr. e. 2000 környékén. Az Andoki civilizációk Chavin, Mocsika, Nazca, Csimu, Tivanaku, Ajmara, Csacsapoja és az inkák előtti más városias kultúrákból fejlődtek ki. Az Inka Birodalom meghódította Perut a 15. században, őket végül a spanyol hódítók igázták le a 16. században.
- Iszlám civilizáció: a hetedik században az Arab-félszigetről indult és utána terjedt el Nyugat- és Közép-Ázsiába, Észak-Afrikába és Indonéziába. Omajjád és Abbászida Kalifátusok korai államok voltak, később csatlakoztak a szeldzsuk törökök és az Oszmán Birodalom.
- Csibcsa civilizáció: a Cauca folyó és a Magdalena folyó völgyeiben, az Észak-Andokban, a mai Kolumbia területén fejlődött ki. A 16. században spanyol hódítók igázták le.
- Nyugat-afrikai civilizáció: Kr. u. 1000 körül hatalmas városok jöttek létre más civilizációkkal való arany és só kereskedelemből származó vagyonból. Az első nagyobb királyság a Ghánai birodalom volt, és további korai államok is kiépültek, mint a Mali birodalom, a Kanem-Bornu birodalom, a hausza városok és a Szonghai birodalom.
- Mississippi civilizáció: a Mississippi folyó völgyében Kr. u. 1000 körül alakult és átterjedt a mai Egyesült Államok keleti részére. A Mississippi emberek visszatértek a törzsi szintre valamikor a tizenötödik vagy a tizenhatodik században. A történészek megosztottak abban, hogy az európai kapcsolat vezetett-e a hanyatláshoz.
- Munhumutapa civilizáció: a mai Mozambik és Zimbabwe területén körülbelül Kr. u. 400-tól 1440-ig folyamatosan fejlődő kultúra.